# Birgit Radochla
Birgit Radochla (Döbem, Alemania, 31 de enero de 1945) fue una gimnasta artística alemana, ganadora de una medalla de plata olímpica en 1964.
En los Juegos Olímpicos de Tokio 1964 gana la medalla de plata en salto de potro, tras la checoslovaca Věra Čáslavská y empatada con la soviética Larisa Latynina; en este campeonato representaba al Equipo Unificado Alemán, que se componía de los deportistas de ambas Alemanias.